# Formula Dé
Formula Dé è un gioco da tavolo che simula un campionato di Formula 1.
Lo scopo del gioco è percorrere una o più volte un percorso ispirato a un circuito reale con dei segnalini a forma di automobile. Per decidere di quante caselle spostarsi, si tira a turno un dado, che dipende dalla marcia inserita: in prima si tira un dado tetraedrico con stampati solo i numeri uno e due; a marce più alte corrispondono dadi con stampati numeri più grandi.
In corrispondenza delle curve, si trovano delle zone (lunghe in genere una quindicina di caselle) in cui si deve tirare il dado obbligatoriamente un certo numero di volte, per cui è necessario scalare le marce. Chi entra in curva e, facendo un punteggio troppo alto, "sfora", riceve un certo numero di punti di penalità a freni e pneumatici, che possono sommarsi fino al danneggiamento della vettura.
Il circuito è largo tre caselle, per permettere sorpassi e traiettorie alternative.

## Regole del gioco
Lo scopo del gioco è di vincere una gara automobilistica tagliando per primi il traguardo con la propria macchina. A inizio partita personalizza la propria auto distribuendo dei punti di vettura (PDV) fra le varie parti fondamentali dell'auto: gomme, freni, consumo, motore, telaio e sospensioni. Nelle gare da tre giri, il pilota ha 2 PDV in più, cioè i meccanici, che servono per la sosta ai box.
Ogni vettura può spostarsi sul circuito seguendo la traiettoria che più gli fa comodo, scegliendone comunque una più rettilinea possibile: i piloti non possono cambiare corsia più di due volte se muovono in rettilineo mentre in curva possono cambiare corsia rispettando le frecce sulle caselle.
Ogni autovettura ha sei marce, simboleggiate da 6 diversi dadi (a quattro, sei, otto, dodici, venti e trenta facce) con una numerazione differente e che quindi impongono diverse prestazioni alla vettura quando vengono utilizzate. I piloti possono scendere e salire di una sola marcia per turno, tranne quando vogliano scalare di più marce (quindi scendere saltandone una o più). Così facendo mandano il motore "fuori giri". Spendono quindi: un punto consumo per saltare di una marcia, un punto consumo e un punto freno per saltare due marce, un punto consumo, un punto freno e un punto motore per saltarne tre. Non si possono saltare quattro marce in un turno solo.
Quando un'auto termina il suo movimento si dice compia "una sosta". Per rimanere in curva e non andare in testacoda, una vettura ha bisogno di compiere un determinato numero di soste in una curva (le curve del tracciato, sono tratteggiate in rosso), tante quante indicate da una bandiera gialla posta nei pressi della curva stessa. Se un pilota compie una sosta in meno di quanto dovrebbe, spende tanti punti pneumatici quante caselle è fuoriuscito. In alternativa, può frenare per rientrare in curva, spendendo un punto freno per ogni casella in cui è fuoriuscito (in tal caso la vettura viene portata indietro di tante caselle quanti punti freno utilizzati). Volendo, il pilota può combinare punti gomma e freno per evitare un deterioramento eccessivo degli uni o degli altri. Il pilota che non compie 2 o più soste all'interno di una curva o che passi nella successiva senza fermarsi nella precedente è automaticamente eliminato.
Una vettura può sorpassarne un'altra passando nella corsia adiacente e rientrando immediatamente in quella d'origine. In tal caso vengono preservati tutti i cambiamenti di corsia concessi per quel movimento.
Come in una partenza di un GP di Formula 1, a Formula Dé possono esserci piloti che partono male e altri che partono bene. Prima di muovere la propria vettura dal proprio posto in griglia, ogni pilota tira un d20 nero. Con un risultato di 1 ha sbagliato la partenza, mentre con uno di 20 avanza di 4 caselle. 
A volte succede che un pilota debba procedere con una frenata d'emergenza per non collidere con un'altra autovettura. In tal caso, secondo determinati costi di freni e gomme, evita la collisione, oppure "tampona" la macchina davanti, che perde un punto telaio.
In Formula 1 i contatti sono pericolosissimi, perché possono pregiudicare la gara di un pilota. Anche a Formula Dé è possibile che un pilota perda dei punti telaio grazie a contatti e collisioni con le altre vetture. Ad esempio, quando varie vetture sono ferme in caselle adiacenti, tutte queste sono obbligate a tirare il d20 nero e con un risultato di 1 si tolgono un punto telaio. Chi perde tutti i punti telaio è eliminato dalla corsa.
Così come per il telaio, anche il motore è soggetto a eventuali rotture. Quando un giocatore ottiene un 20 in 5ª marcia o un 30 in 6^, tutti coloro che sono in quinta e in sesta devono tirare il dado nero e, con un risultato compreso fra 1 e 4, perdono un punto motore. Così come il telaio, il motore, giunto a 0 punti, determina l'eliminazione della vettura.
Il pit stop segue due regole fondamentali per il suo funzionamento.
- Sosta breve: i piloti entrano con una qualsiasi marcia ai box e sostituiscono i propri pneumatici. Dopo tirano il dado, con risultati fra 1 e 10 l'autovettura può ripartire immediatamente dai box, muovendo di tante caselle quanto è il risultato del dado diviso per 2, ogni altro risultato fa invece aspettare un turno nei box, dopodiché la vettura potrà ripartire.
- Sosta lunga: la vettura si ferma ai box e recupera tanti PDV quanti punti meccanici sono utilizzati. La macchina riparte al turno successivo, ingranando al massimo la quarta marcia.

Nelle regole avanzate è prevista la regola opzionale della scia. La regola permette a una vettura A, fermatosi dietro la vettura B senza usare freni, in 4ª marcia o superiore e comunque mai inferiore a quella ingranata dalla vettura B (anch'essa almeno in 4^ o superiore), può godere di un bonus di 3 caselle, facoltativo ma da usare integralmente (anche se può essere ridotto utilizzando freni).
I giocatori possono decidere di lanciare un d20 con cui determinare la griglia di partenza (il risultato più basso in pole e via a scendere) oppure utilizzare le prove cronometrate. Ogni vettura fa un giro secco sul circuito cronometrato da un giudice di gara, conteggiando i tiri di dado che ha impiegato per compiere tale giro. Al termine, aggiunge ai tiri di dado le penalità (cioè tutti i PDV utilizzati per completare il giro) e tanti numeri quanti sono i minuti utilizzati per compiere il giro. Il valore più basso andrà in pole, il secondo alla seconda posizione e così via. In caso di parità, si conta il tempo impiegato.
Una vettura può poi decidere se utilizzare pneumatici duri, che non danno svantaggi o vantaggi sul sole e slittano di 3 caselle in caso di pioggia nelle curve; gli pneumatici morbidi che danno un +1 al movimento durante il sole (anche se, deteriorandosi durante il tempo, tale vantaggio può annullarsi o addirittura trasformarsi in malus) e che hanno comunque dei malus in uscita di curva; o da bagnato, che slittano di 1 sola casella sulla pioggia ma che raddoppia le penalità in uscita di curva nel tempo soleggiato.
I piloti possono stabilire il tempo atmosferico mediante un lancio di d20 nero. Confrontando il risultato con la tabella del circuito, si può stabilire se piove, c'è il sole o il cielo è coperto ma non piove. Nelle prove, anche quando il tempo è variabile rimane normale (cioè non piove).
Durante la gara, invece, se esce variabile all'inizio della corsa, la gara inizia con pista asciutta ma ogni volta che un pilota tira un 20 in 5^ o un 30 in 6^, bisogna ritirare il d20 e confrontare sulla tabella del circuito.

## La seconda edizione: Formula D
Nel novembre 2008 il gioco è stato pubblicato in nuova edizione dalla Asmodée Editions con il nome di Formula D.